# Meitetsu Chikkō-Linie
| Triebzug der Baureihe 5000 auf der Chikkō-Linie |                           |                                        |                                        |
| |                           |                                        |                                        |
| Streckenlänge: | 1,5 km                    |                                        |                                        |
| Spurweite: | 1067 mm (Kapspur)         |                                        |                                        |
| Stromsystem: | 1500 V =                  |                                        |                                        |
| Minimaler Radius: | 160 m                     |                                        |                                        |
| Streckengeschwindigkeit: | 60 km/h                   |                                        |                                        |
| Zweigleisigkeit: | nein                      |                                        |                                        |
| |                           |                                        |                                        |
| Gesellschaft: | Meitetsu (Nagoya Tetsudō) |                                        |                                        |
| \| \| \| ↔ Meitetsu Tokoname-Linie \| \| \| \| 0,0 \| Ōe (大江) \| 1917– \| \| \| \| Toray-Werk Nagoya \| \| \| \| \| Hafenbahnhof / → Nagoya Rinkai Tetsudō \| \| \| \| 1,5 \| Higashi-Nagoyakō (東名古屋港) \| 1924– \| \| \| \| Nippon Sharyō \| \| \| \| 1,9 \| Higashi-Nagoyakō (Güterbahnhof) \| –1985 \| \| \| 2,2 \| Ōe-Pier \| Ōe-Pier \| |                           |                                        |                                        |
| Abzweig quer und von rechts · Strecke quer · Strecke quer |                           | ↔ Meitetsu Tokoname-Linie              | ↔ Meitetsu Tokoname-Linie              |
| Strecke nach links · Strecke von rechts | 0,0                       | Ōe (大江)                              | 1917–                                  |
| Strecke · Betriebsstelle Streckenanfang (Strecke außer Betrieb) |                           | Toray-Werk Nagoya                      | Toray-Werk Nagoya                      |
| Betriebs-/Güterbahnhof Streckenanfang und quer · Kreuzung · Abzweig quer und ehemals nach rechts |                           | Hafenbahnhof / → Nagoya Rinkai Tetsudō | Hafenbahnhof / → Nagoya Rinkai Tetsudō |
| Bahnhof | 1,5                       | Higashi-Nagoyakō (東名古屋港)          | 1924–                                  |
| Betriebsstelle Streckenanfang und quer (Strecke außer Betrieb) · Abzweig geradeaus und ehemals von rechts |                           | Nippon Sharyō                          | Nippon Sharyō                          |
| ehemaliger Dienststation / Betriebs- oder Güterbahnhof | 1,9                       | Higashi-Nagoyakō (Güterbahnhof)        | –1985                                  |
| Strecke nach links | 2,2                       | Ōe-Pier                                | Ōe-Pier                                |

Die Meitetsu Chikkō-Linie (jap. 名鉄築港線, Meitetsu Chikkō-sen) ist eine Eisenbahnstrecke auf der japanischen Insel Honshū, die von der Bahngesellschaft Meitetsu (Nagoya Tetsudō) betrieben wird. Sie erschließt das Hafenviertel von Nagoya in der Präfektur Aichi.

## Streckenbeschreibung
Die Strecke ist 2,2 km lang, in Kapspur (1067 mm) verlegt und mit 1500 V Gleichspannung elektrifiziert. Sie zweigt im Bahnhof Ōe von der Meitetsu Tokoname-Linie ab und führt in westlicher Richtung zum Bahnhof Higashi-Nagoyakō inmitten eines Industriegebiets, das zum Hafen Nagoya gehört. Das westlichste Teilstück von rund 700 m Länge ist dem Güterverkehr vorbehalten und führt am Werk des Schienenfahrzeugherstellers Nippon Sharyō vorbei zum Ōe-Pier. Die gesamte Strecke ist eingleisig. Östlich von Higashi-Nagoyakō befindet sich eine Gleiskreuzung mit einer Abzweigung an deren Nordwestseite, die einen Anschluss an die Hafenbahn der Nagoya Rinkai Tetsudō herstellt.
Im Auftrag der Hafenbehörde führt das Logistikunternehmen Nippon Express den Güterverkehr durch und nutzt zu diesem Zweck Rollmaterial von Nagoya Rinkai Tetsudō. Nach der Entfernung mehrerer Anschlussgleise betrifft der größte Teil davon die Auslieferung fabrikneuer Bahnwagen von Nippon Sharyō, entweder zum Pier (für den Export) oder über die Hafenbahn zum Schienennetz von JR Central.

## Zugangebot
Der Fahrplan ist auf die Arbeitszeiten in den erschlossenen Industriebetrieben ausgerichtet: In der Regel verkehren an Werktagen 20, an Samstagen 12 und an Sonntagen acht Züge; hinzu kommen an bestimmten Wochentagen vier zusätzliche Kurse. Während der Hauptverkehrszeit gibt es einen angenäherten 20-Minuten-Takt, hingegen ruht der Betrieb tagsüber ungefähr zwischen 8:30 und 16:00 Uhr. Es wird ein einziger Triebzug eingesetzt, der im Einmannbetrieb von Ōe nach Higashi-Nagoyakō und zurück fährt. Einst gab es umsteigefreie Verbindungen in Richtung Meitetsu Nagoya, diese wurden jedoch 1980 eingestellt.

## Geschichte
Im Juni 1920 erhielt die Aichi Denki Tetsudō (Aiden) die Lizenz zum Bau der Chikkō-Linie. Die Umsetzung des Projekts verzögerte sich jedoch, so dass die Eröffnung erst am 15. Januar 1924 erfolgte. Infolge der Fusion der Aiden mit der Meigi Tetsudō ging die Strecke 1935 an die Meitetsu über. Während des Pazifikkriegs hatte der rege Güterverkehr absolute Priorität, weshalb die Strecke zweigleisig ausgebaut wurde; die entsprechenden Arbeiten waren am 16. Oktober 1939 abgeschlossen.
Als Folge der Verwüstungen durch Taifun Vera am 26. September 1959 musste die Strecke vorübergehend stillgelegt werden; sie wurde am 12. Oktober mit nur einem Gleis wiederhergestellt. Bis in die 1960er Jahre war die Chikkō-Linie eine der führenden Güterverkehrsstrecken der Meitetsu. Die Eröffnung der Nagoya Rinkai Tetsudō im Januar 1965 verursachte jedoch ein starkes Schrumpfen des Verkehrsaufkommens, da die neue Strecke direkt mit der Tōkaidō-Hauptlinie verbunden war und auch neu erstellte Hafenanlagen weiter südlich erschloss. 1985 stellte die Meitetsu deshalb den allgemeinen Güterverkehr ein; seither ist die Strecke nur noch als Zugang zum Werk von Nippon Sharyō von Bedeutung.
Von Mai 1991 bis Oktober 2004 bestand parallel zur Chikkō-Linie eine Versuchsstrecke für Magnetschwebebahnen des Typs High Speed Surface Transport. Die Strecke war erhöht, mit Ausnahme von etwa 400 m auf Bodenhöhe. Um den Betrieb unter extremen Bedingungen zu testen, enthielt sie eine Steigung von 70 Promille und enge Kurven. Die erste kommerzielle Anwendung war die 2005 eröffnete Linimo-Bahn östlich von Nagoya.

## Liste der Bahnhöfe

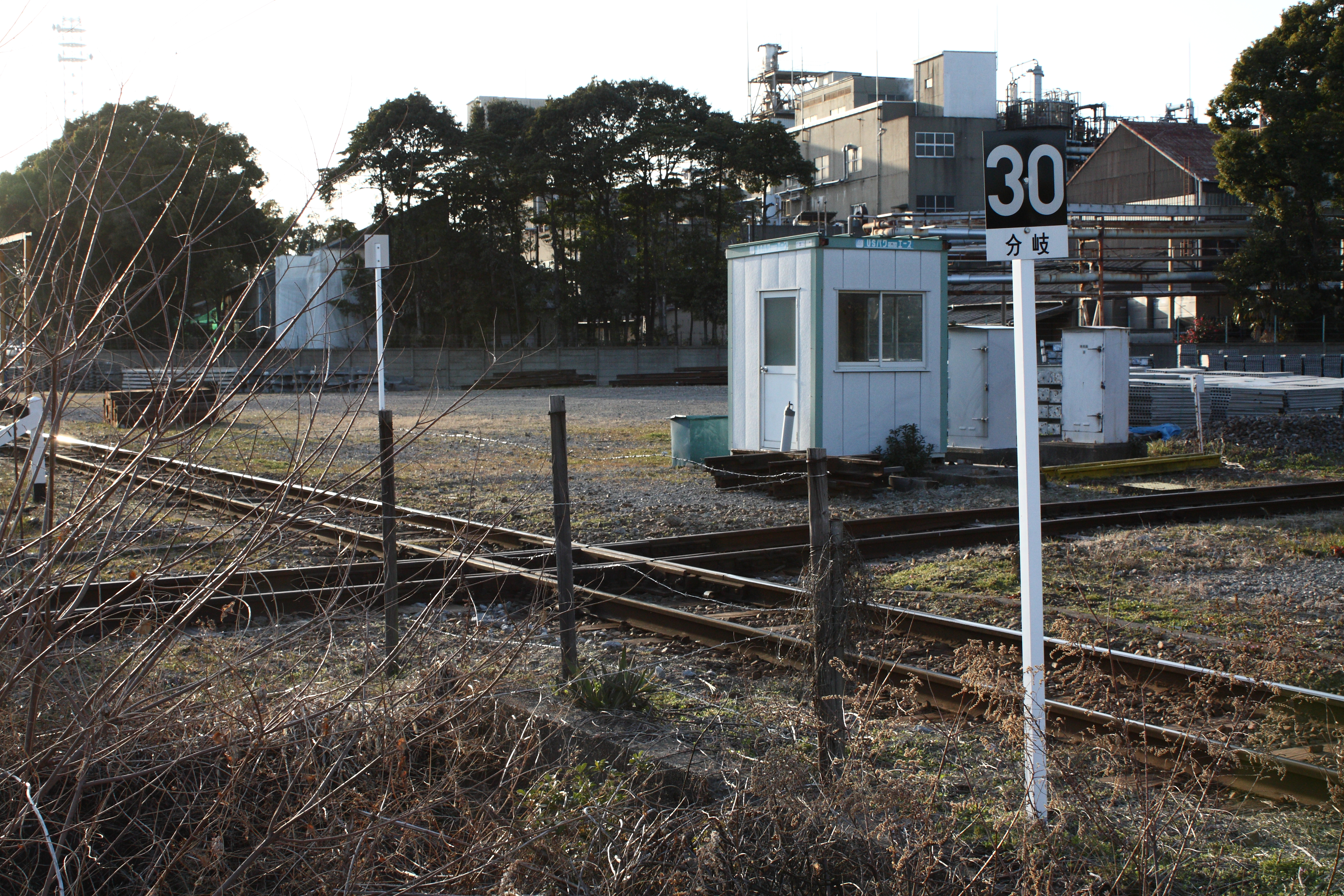
Gleiskreuzung

| Name | Name                          | km  | Anschlusslinien         | Lage   | Ort               |
| ---- | ----------------------------- | --- | ----------------------- | ------ | ----------------- |
| TA03 | Ōe (大江)                     | 0,0 | Meitetsu Tokoname-Linie | Koord. | Minami-ku, Nagoya |
| CH01 | Higashi-Nagoyakō (東名古屋港) | 1,5 |                         | Koord. | Minami-ku, Nagoya |